# The Kumars at No. 42
The Kumars at No. 42 (рус. Кумары из дома № 42) — британское телевизионное шоу. Дебютный выпуск передачи состоялся 12 ноября 2001 года на канале ВВС. Программа становилась лауреатом телевизионной награды «Эмми Интернешнл» (2002, 2003) и Peabody Award (2004). Всего с 2001 по 2006 год вышло семь сезонов шоу, общее количество выпусков — 53.
В центре шоу — семья Кумаров, богатых выходцев из Индии, живущих в Великобритании. Родители Мадхури и Ашвин Кумар так любят своего сына Санджива, что решили воплотить в жизнь его мечту стать телеведущим. Поэтому во внутреннем садике своего дома они построили небольшую телестудию, где периодически собираются, обсуждают проблемы своего семейства и задают наивные вопросы приглашенным в их дом знаменитостям.
В других странах по лицензии производились местные аналоги «Кумаров», при этом национальность главных героев тоже менялась: в Австралии в центре сюжета была семья выходцев из Греции (Greeks on the Roof), а в России — московских армян («Рубик Всемогущий»).